# جو غانس
}}
جو غانس (بالإنجليزية: Joe Gans)‏ مواليد 25 نوفمبر 1874 في بالتيمور، الولايات المتحدة - الوفاة 10 أغسطس 1910 في بالتيمور، الولايات المتحدة، كان ملاكم أمريكي سابق صنّف ضمن فئة الوزن الخفيف.

## إحصائيات
خاض خلال مسيرته 196 نزالا، فاز في 158 وتعادل في 20 وخسر في 12. فاز بالضربة القاضية في 100 نزالا.

## روابط خارجية
- جو غانس على موقع IMDb (الإنجليزية)
- جو غانس على موقع الموسوعة البريطانية (الإنجليزية)
- جو غانس على موقع بوكس ريك (الإنجليزية) (registration required)